# Ribera Baja/Erribera Beitia
Ribera Baja (Basque Erribera Beitia) là một đô thị trong tỉnh Araba (Álava), thuộc Xứ Basque, phía bắc Tây Ban Nha.